# Пасинок Валентина Григорівна
Пасинок Валентина Григорівна (7 жовтня 1949; Долинськ Сахалінська область, Росія) — український педагог, науковець, заслужений працівник освіти України, доктор педагогічних наук (2004), професор (2005), академік Академії наук вищої освіти України (2011р), декан факультету іноземних мов Харківського національного університету імені В. Н. Каразіна, завідувач кафедри методики та практики викладання іноземної мови Харківського національного університету імені В. Н. Каразіна. Голова спеціалізованої вченої ради із захисту кандидатських дисертацій. Головний редактор Вісника Харківського національного університету імені В. Н. Каразіна, Серія «Філологія, методика викладання іноземних мов».

## Життєпис
Валентина Григорівна Пасинок народилася 7 жовтня 1949 у м. Долинськ Сахалінської області, Росія. Закінчила у 1971 році Харківський державний університет ім. О. М. Горького, факультет іноземних мов.
Після закінчення університету залишилася працювати в альма-матері. У 1974—1988 роках викладач кафедри французької філології ХДУ.
1988—1992 старший викладач кафедри німецької та французької мов ХДУ. Захистила кандидатську дисертацію в 1990 році у Московському НДІ «Змісту та методів навчання» при Академії педагогічних наук.
Протягом 1992—1994 років Валентина Григорівна Пасинок — доцент кафедри німецької і французької мов ХДУ.
з 1994 декан факультету іноземних мов ХДУ
з 1999-професор-зав.кафедри німецької та французької мов Харківського національного університету ім. В. Н. Каразіна.
У 2002 році Валентина Григорівна Пасинок захистила докторську дисертацію у Національному педагогічному університеті імені М. П. Драгоманова. Тема дисертації: «Теоретичні основи формування професійних мовленнєвих умінь у майбутніх учителів нефілологічних спеціальностей». З 2005 року Валентина Григорівна поєднує обов'язки декана з педагогічною діяльністю на посаді професора кафедри німецької та французької мов.
У 2007 році професор-зав.кафедри методики та практики англійської мови. Валентина Григорівна Пасинок читає курс: «Культура мовлення».
Основним напрямком досліджень Валентина Григорівна Пасинок є методика викладання іноземних мов, лінгводидактика, когнітивна лінгвістика, психолого-педагогічні проблеми викладання іноземної мови.

## Нагороди
- Орден княгині Ольги III ступеня (Указ Президента № 119 від 29 січня 2005 р)[4];
- Нагрудний знак «Петра Могила» 2009 р;
- Нагрудний знак «Ушинський К. Д.»;
- Почесна грамота Міністерства освіти і науки України (1995);
- Почесна грамота Виконкому Харківської міської Ради (2000);
- Почесна грамота «Вища школа Харківщини — найкращі імена» в номінації «Декан» (2003).

## Доробок
У її науковому доробку Валентини Григорівни Пасинок понад 120 публікацій, серед яких 4 монографії, 1 колективна монографія, 8 навчальних посібників з грифом Міністерства освіти і науки України. Вона є членом двох спеціалізованих вчених рад із захисту кандидатських дисертацій у Харківському національному університеті імені В. Н. Каразіна.

### Основні наукові праці
- Пасинок, В. Г. «Теорія та методика мовної підготовки вчителя в університеті»; Харківський держ. ун-т. — Х.: Основа, 1998. — 306 с. — ISBN 5-7768-0549-Х
- Пасинок, В. Г. «Мовна підготовка студентів як загальнопедагогічна проблема». Харківський національний ун-т ім. В. Н. Каразіна. — Х.: 1999. — 154 с. — Бібліогр.: с. 141—153. — ISBN 966-7728-04-8
- Пасинок В. Г. «Теоретичні основи мовленнєвої підготовки вчителя». Харківський національний ун-т ім. В. Н. Каразіна. — Харків: ІМІС, 2001. — 268 с. — ISBN 966-02-1724-2
- Пасинок В. Г. Зубков М. Г. «Новітній англо-український словник». — Харків: Белкар-книга, 2006. — 1072 с. — ISBN 966-8816-36-6. — ISBN 966-7870-89-8
- Пасинок В. Г. «Сучасні фундаментальні теорії та інноваційні практики навчання іноземної мови у ВНЗ»; Харків. нац. ун-т ім. В. Н. Каразіна. — ISBN 978-966-285-023-9
- Пасинок В. Г., Караман С. О. Концептуальні підходи до розробки змісту й організації процесу формування у студентів професійних мовленнєвих умінь //Вісник Черкаського університету. Серія педагогічні науки. Випуск 54.– Черкаси, 2004.– С.10
- Пасинок В. Г. Формування культури мовлення майбутнього вчителя: зміст і методика занять: Зб. наук. пр. // Соціалізація особистості .– К: Логос, 2004.– Т. XXII.– С.175-186
- Пасинок В. Г. Сутності характеристики змісту мовленнєвої системи професійної підготовки майбутнього вчителя української мови і літератури: Зб. наук. пр. // Наука і сучасність. — К: Логос, 2004.– Т.43.– С. 107—117
- Пасинок В. Г. Каузальність: взаємозв'язок лінгвістики та філософії/ Вісник № 635 ХНУ.– Х: Константа, 2004.– С. 133—137
- Пасинок В. Г., Гусєва П. Т. Болонський процес в Україні: роль педагога // Вісник № 667 ХНУ.– Х: Константа, 2005.– С. 207—209
- Пасинок В. Г., Гусєва П. Т., Кургут Л. П. Функціональна парадигма в транслятології. ХІІ Міжн. конф. з функціональної лінгвістики. / СБ наук. доповідей.- Ялта, 2005.- С 257—258
- Пасинок В. Г. Функції мови — функції перекладача // Вісник № 726 ХНУ.– Х: Константа, 2006.– С. 201—204
- Пасинок В. Г. Лінгвістика: когнітивне та прагматичне моделювання / Вісник № 741 ХНУ.– Х: Константа, 2006.– С. 9-13
- Пасинок В. Г. Лінгвокогнітивні механізми у комунікативному акті / Вісник № 773 ХНУ.– Х.: Константа, 2007.– С. 3-6
- Пасинок В. Г. Культура мовлення в контексті професійної майстерності викладача / Вісник № 782 ХНУ.– Х.: Константа, 2007.– С. 174—178
- Пасинок В. Г. Нові горизонти мовознавства: концептуальні основи моделювання /Вісник Сумського державного університету. Серія філологія. Випуск 1'2008.– Суми: Видавництво СумДУ.– 2008.– С.81-87
- Пасинок В. Г. Германістика: надбання та перспективи розвитку. Друга Міжнародна наукова конференція «Лінгвістична теорія та практика: надбання, актуальні проблеми та перспективи розвитку». — Одеса: Міжнародний гуманітарний університет с. 2008
- Пасинок В. Г. Формування інформаційно-комунікативної культури майбутніх фахівців Вісник № 831 ХНУ.– Х.: 2008.– С. 95-98
- Пасинок В. Г. Оцінка стану соматичного та психічного здоров'я студентів вищих навчальних закладів при адаптації до навчального процесу. Педагогіка, психологія та медико-біологічні проблеми фізичного виховання і спорту — Харків: ХДАДМ (ХПІ), 2006.–№ 3. — С. 12
- Пасинок В. Г. Валеологічний моніторинг здатності студентів до самовдосконалення. Педагогіка, психологія та медико-біологічні проблеми фізичного виховання і спорту. № 9, — Харків: ХДАДМ (ХПІ), 2007. — С.28-33
- Пасинок В. Г. Основні аспекти формування культури здоров'я дітей в сім'ї. Вісник ХНУ імені В. Н. Каразіна. Серія «Валеологія: сучасність і майбутнє». Харків, 2008 (готується до друку)
- Пасинок В. Г. МОН України ХНУ ім. В. Н. Каразіна «Актуальні проблеми сучасної лінгвістики та методики навчання іноземних мов у дослідженнях студентів» Випуск 3. — Харків 2007
- Пасинок В. Г. Матеріали VI Міжнародної наукової конференції «Каразінські читання: Людина. Мова. Комунікація». — Харків 2007
- Пасинок В. Г. Другий всеукраїнський науковий форум «Сучасна англістика: когніція, комунікація, текст» Тези доповідей.– Харків 2007
- Пасинок В. Г. Матеріали VII Всеукраїнської наукової конференції «Каразінські читання: Людина. Мова. Комунікація».– Харків 2008
- Пасинок В. Г. Функції мови — функції перекладача // Вісник № 726 ХНУ.– Х: Константа, 2006
- Пасинок В. Г. Когнітивне моделювання у транслятології /Межд.націон.конф.горізонти прикладної лінгвістики і лінгвістичних технологій. Партеніт: Тавр.нац.ун-т.– 2006
- Пасинок В. Г. Другий всеукраїнський науковий форум. Сучасна англістика: когніція, комунікація, текст. Тези доповідей «Гра як дидактичний феномен» / За ред. В. О. Самохіної (Дмитренко).–Х.:Харківський національний університет імені В. Н. Каразіна, 2007.– С.62-63
- Пасинок В. Г. Стратегія мовної міжкультурної комунікації VI Межд.наук.семінар «Етнічність і влада» Ялта, Алупка: Тавр. нац.ун-т.- С. 116—117.-2007
- Пасинок В. Г. Моделювання міжкультурної комунікації VII Межд.наук.семінар «Етнічність і влада». Ялта, Лівадія: Тавр. нац.ун-т.- С.-2008
- Пасинок В. Г. Складові формування культури мовлення майбутнього фахівця. Міжвузівська науково-методична конференція «Навчання іноземних мов у вищих навчальних закладах освіти на сучасному етапі».- Харків: Національна юридична академія України ім. Ярослава Мудрого С.129-131/–2008
- Пасинок В. Г. Засади формування мовленнєвої культури фахівця Всеукраїнський науково-методичний семінар 26 листопада 2008. Методичні та психолого-педагогічні проблеми викладання іноземних мов на сучасному етапі. — Х.: ХНУ імені В. Н. Каразіна, 2008.– 85-87с.
- Пасинок В. Г. Культура мовлення і інформаційно-комунікативна культура. Матеріали VIII Всеукраїнської конференції Каразінські читання: Людина. Мова. Комунікація. — Х.: 2009.–с. 225—227
- Пасинок В. Г. Здоров'яорієнтоване освітнє середовище як умова підвищення якості підготовки майбутніх фахівців / В. Г. Пасинок, О. М. Бельорін-Еррера // Вісник ЛНУ ім. Тараса Шевченка. Педагогічні науки. — 2013. — № 5(2). — С. 42-48.